# Crossref
Crossref （曾用名CrossRef）是國際DOI基金會（International DOI Foundation）旗下的一個DOI注册机构，它的成員來自2,000個不同的出版商。Crossref由Publishers International Linking Association Inc.負責运营。該機構于2000年初成立。 
Crossref不提供全文檢索。它主要將分佈於各個站点的内容互相链接起來，其中的內容包括期刊、书籍、会议论文集、工作论文、技术报告和数据集。